# Szomália hívójelkörzetei
Szomália jelenleg (2024) nincs felosztva hívójelkörzetekre.
A Szomália számára az ITU a 6O, T5 hívójelprefixet határozta meg.
| Prefix | Körzet | Hely/jelleg | ITU zóna | CQ zóna | 1 szintű QTH lokátor |
| ------ | ------ | ----------- | -------- | ------- | -------------------- |
| 6O     | [0..9] | Szomália    | 48       | 37      | LK, LJ               |
| T5     | [0..9] | Szomália    | 48       | 37      | LK, LJ               |

## A nemzetközi szabványtól eltérő rádióamatőr sávok[4]
A nemzetközileg általánosan használt rádióamatőr sávokon felül Szomáliában még az alábbiak is kiosztásra kerültek:
| Sáv    | fmin      | fmax      | Megjegyzés |
| ------ | --------- | --------- | ---------- |
| VLF    | 0         | 9000      | helyi      |
| 4000 m | 70000     | 90000     | helyi      |
| 2000 m | 130000    | 190000    | eltérő     |
| 600 m  | 470000    | 526000    | eltérő     |
| 80 m   | 3500000   | 4000000   | eltérő     |
| 60 m   | 5060000   | 5450000   | eltérő     |
| 40 m   | 7000000   | 7300000   | eltérő     |
| 11 m   | 26100000  | 27995000  | helyi      |
| 1.35 m | 220000000 | 225000000 | helyi      |
| 70 cm  | 420000000 | 450000000 | eltérő     |
| 52 cm  | 575000000 | 585000000 | helyi      |
| 48 cm  | 610000000 | 624000000 | helyi      |
| 33 cm  | 902000000 | 928000000 | helyi      |

## Szabadon használható sávok
Szomáliaban a nemzetközi szabványtól eltérően szabadon használható az 5 MHz-es (60m) és a 27 MHz-es (11m) sáv. Rádióamatőr vizsgával nem rendelkezők 60m-en csak USB modulációt használhatnak.

## Hobby rádió
Szomáliában a nemzetközi szabványtól eltérően bárki sugározhat rádióműsort középhullámon az 1600–1700 kHz-es, valamint rövidhullámon a 25900–26100 kHz-es  frekvenciatartományban.

## Lajstromjel
Vízi és légi járművek lajstromjelezéséhez a 6O prefixet használják.